# Ban Bí thư Ban Chấp hành Trung ương Đảng Cộng sản Nga khóa X (1921–1922)
Ban Bí thư Ban Chấp hành Trung ương Đảng Cộng sản Nga khóa X (1921–1922) được bầu tại Hội nghị Trung ương lần thứ nhất của Ban chấp hành Trung ương Đảng Cộng sản Nga (Bolsheviks) khóa X được tổ chức ngày 16/3/1921.

## Ủy viên
| Tên (sinh–mất)                   | Bắt đầu   | Kết thúc | Thời gian      | Ghi chú                                     |
| -------------------------------- | --------- | -------- | -------------- | ------------------------------------------- |
| Vasily Mikhailov (1894–1937)     | 16/3/1921 | 3/4/1922 | 1 năm, 18 ngày | —                                           |
| Vyacheslav Molotov (1890–1986)   | 16/3/1921 | 3/4/1922 | 1 năm, 18 ngày | Bầu Bí thư điều hành tại Hội nghị thứ nhất. |
| Yemelyan Yaroslavsky (1878–1943) | 16/3/1921 | 8/8/1921 | 145 ngày       | Giảm bớt nhiệm vụ tại Hội nghị lần 4.       |